# 12292 Далтон
12292 Далтон (12292 Dalton) — астероїд головного поясу, відкритий 6 червня 1991 року.
Тіссеранів параметр щодо Юпітера — 3,194.